# 基斯馬尤區
基斯馬尤區是索馬利亞的一個區，位於該國南部的下朱巴州，首府為基斯馬尤。

## 簡介
基斯馬尤區的管轄範圍大致成倒三角形，東北隅接贾马梅区，北接阿夫马多区，西接巴达代区，東臨印度洋。
由於基斯馬尤區臨海，其附近的巴朱尼群岛等也歸其管轄。

## 外部鏈結
- 基斯馬尤區行政區域圖 （页面存档备份，存于）